# Nicopus chilensis
Nicopus chilensis är en mångfotingart som beskrevs av Carl Graf Attems 1947. Nicopus chilensis ingår i släktet Nicopus och familjen storjordkrypare. Inga underarter finns listade i Catalogue of Life.